# Каллендер (Каліфорнія)
Каллендер (англ. Callender) — переписна місцевість (CDP) в США, в окрузі Сан-Луїс-Обіспо штату Каліфорнія. Населення — 1282 особи (2020).

## Географія
Каллендер розташований за координатами 35°2′53″ пн. ш. 120°34′33″ зх. д. / 35.04806° пн. ш. 120.57583° зх. д. (35.047968, -120.575920).  За даними Бюро перепису населення США в 2010 році переписна місцевість мала площу 5,92 км², уся площа — суходіл.

## Демографія
Згідно з переписом 2010 року, у переписній місцевості мешкали 1262 особи в 439 домогосподарствах у складі 329 родин. Густота населення становила 213 особи/км².  Було 481 помешкання (81/км²).
Расовий склад населення:
| - 79,5 % — білих - 3,8 % — азіатів - 1,7 % — корінних американців - 0,6 % — чорних або афроамериканців - 10,1 % — осіб інших рас |

До двох чи більше рас належало 4,3 %. Частка іспаномовних становила 28,1 % від усіх жителів.
За віковим діапазоном населення розподілялося таким чином: 23,1 % — особи молодші 18 років, 64,1 % — особи у віці 18—64 років, 12,8 % — особи у віці 65 років та старші. Медіана віку мешканця становила 41,8 року. На 100 осіб жіночої статі у переписній місцевості припадало 106,5 чоловіків;  на 100 жінок у віці від 18 років та старших — 107,9 чоловіків також старших 18 років.
Середній дохід на одне домашнє господарство  становив 91 815 доларів США (медіана — 75 179), а середній дохід на одну сім'ю — 94 992 долари (медіана — 75 607). Медіана доходів становила 53 672 долари для чоловіків та 33 574 долари для жінок. За межею бідності перебувало 9,3 % осіб, у тому числі 10,6 % дітей у віці до 18 років та 0,0 % осіб у віці 65 років та старших.
Цивільне працевлаштоване населення становило 656 осіб. Основні галузі зайнятості: освіта, охорона здоров'я та соціальна допомога — 26,8 %, роздрібна торгівля — 13,9 %, сільське господарство, лісництво, риболовля — 11,6 %, фінанси, страхування та нерухомість — 9,3 %.